# 5264 Telephus
Telephus là một tiểu hành tinh vành đai chính. Nó là một thiên thể Troia của Sao Mộc trong "cụm Hy Lạp".

## Dữ liệu quỹ đạo
- Độ lệch tâm: 0.11219118
- Độ nghiêng quỹ đạo of orbit: 33.57925 degree (equinox 2000.0)
- Perihelion length: 357.74164 degree (equinox 2000.0)
- Longitude of Ascending Node: 121.90675 degree (equinox 2000.0)